# Albert Ferland
Albert Ferland (né le 23 août 1872 à Montréal dans la province de Québec au Canada - mort le 9 novembre 1943 à Montréal) est un poète et dessinateur québécois. C'est un autodidacte.

## Biographie
Il est le fils d’Alfred Ferland, liquoriste, et de Joséphine Hogue.
De 1879 à 1884, la famille va s'établir à Labelle, près d'une réserve amérindienne. Cinq ans plus tard, la famille retourne vivre à Montréal. Albert abandonne ses études pour travailler avec son père. 
Il épouse Eugénie Chapleau le 10 septembre 1894. Ils auront cinq enfants : Paul, Jules, Maurice, Isabelle et Liliane.
Albert Ferland a occupé différents emplois : dans une épicerie, une imprimerie, un bureau d'avocat. Finalement, il devient professeur de dessin. Il posséda son propre studio dans le Vieux-Montréal ; une plaque commémorative le rappelle. 
Dès 1890, ses premiers poèmes furent publiés dans les journaux de l'époque : Le Samedi et Le Monde. Il avait 16 ans. La série poétique Le Canada chanté a notamment pour thèmes : la patrie, la nature et la foi.
En 1910, il fut employé au bureau des postes de Montréal, où il dessinera des cartes géographiques. En 1923, Ferland est élu membre de la Société royale du Canada. La plupart de ses poèmes se retrouvera dans les Mémoires de cette société. 
Le fonds d’archives Albert Ferland est conservé au centre d’archives de Montréal de Bibliothèque et Archives nationales du Québec. Un fonds d'archives est également disponible au Centre de recherche en civilisation canadienne-française. (CRCCF).

## Œuvres littéraires
- 1893 : Mélodies poétiques. Recueil de poésie, représentant les thématiques de l'amour, de la nature et de la foi.
- 1899 : Femmes rêvées. Recueil de poésie illustré presque entièrement par Georges Delfosse, sur la thématique de l'amour.
- 1908 : Le Canada chanté, fascicule intitulé Les Horizons.
- 1909 : Le Canada chanté, fascicules intitulés Le terroir et L'âme des bois
- 1910 : Le Canada chanté, quatrième fascicule intitulé La fête du Christ à Ville-Marie.

Les poèmes présentés dans Le Canada Chanté (1908-1946) présentent les sujets de l'attachement à la terre natale et au passé couplé d'un sentiment religieux, dont l'écriture est influencée par la Littérature du terroir.

## Albert Ferland, le dessinateur
Albert Ferland dessinait aussi bien qu'il utilisait la plume pour écrire. Son talent de dessinateur se manifeste dans la calligraphie de ses poèmes. 
Pour ses dessins, il s'est inspiré de paysages découverts lors de promenades à la montagne, de séjour dans Les Laurentides et de souvenirs d'enfance.
Albert Ferland s'est fait connaître aussi en dessinant le portrait de personnalités, à partir de photographies, qui font partie de l’histoire et de la vie religieuse canadiennes. On peut retrouver plusieurs de ses portraits dans les manuels d’histoire de l’époque.